# Rubato
 (novembre 2017).
Si vous disposez d'ouvrages ou d'articles de référence ou si vous connaissez des sites web de qualité traitant du thème abordé ici, merci de compléter l'article en donnant les références utiles à sa vérifiabilité et en les liant à la section « Notes et références ».

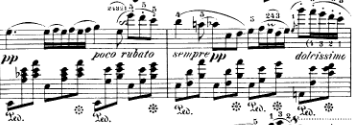
Rubato

En musique, rubato (mot italien signifiant « dérobé ») est une indication d'expression, commandant d'avancer certaines notes de la mélodie ou d'en retarder d'autres pour abandonner la rigueur de la mesure. Ces variations de vitesse sont appliquées selon l'inspiration de l'interprète ou du chef d'orchestre. À l'origine, le tempo rubato affectait uniquement la mélodie, l'accompagnement ne connaissant pour sa part aucune variation de vitesse. Par la suite, mélodie et accompagnement furent affectés dans une même mesure.
Caractéristique du jeu des musiciens romantiques et de Frédéric Chopin et Franz Liszt en particulier, le tempo rubato permet aux interprètes classiques de marquer le morceau joué d'une expression émotionnelle qui leur est propre.
Par ailleurs, le tempo rubato est fréquemment utilisé par les chanteurs pour légèrement démarquer le chant de l'accompagnement musical, ceci permettant non seulement de sublimer l'expression de la mélodie, mais aussi de donner une touche personnelle, authentique à leur interprétation.
D’après Mario Litwin (Le Film et sa musique, Éd. Romillard, 1992), le rubato est le geste interprétatif le plus représentatif du mouvement romantique. En effet, le romantisme se caractérise par une volonté d'explorer toutes les possibilités de l'art afin d'exprimer ses états d'âme, le rubato constitue du point de vue dramaturgique le geste de l'esprit troublé qui hésite, qui se contrôle ou qui s'excite dans son expression.  
Arthur Rubinstein, selon David Soyer, violoncelliste, lui a dit, à propos du tempo figurant sur le Scherzo du quatuor en sol mineur de Fauré, qu'il « n'était là que pour la première mesure ». Cependant, le pianiste Eugen Indjic rapporte que Rubinstein supportait mal, surtout vers la fin de sa vie, que les tempi ne soient pas respectés. Autrement dit, il existe une fine limite entre le rubato approprié, et le rubato de mauvais goût.